# Boldog vagyok / Ha volna szíved
1971 augusztusában jelent meg az LGT első kislemeze, a Boldog vagyok / Ha volna szíved. A két dalt eredetileg sztereó hangzásban vették fel a Magyar Rádióban, végül azonban mono hangzásban jelentek meg. Mivel az együttes zenéje ekkoriban sokkal kísérletezőbb volt, mint a későbbi években, a két dal hosszabb instrumentális betéteket tartalmaz. A Boldog vagyok – hasonlóan az LGT első albumán hallható Egy dal azokért, akik nincsenek itt című dalhoz – az együttes megalakulásának körülményeire utal („a boldogság még vihart kavar, de szól a dal”).
A kislemez első 5000 példánya, promóció céllal díszcsomagolásban, fekete műanyagtokban (a borító előlapja fekete műbőr volt aranyszínű betűkkel rajta az együttes- valamint a tagok nevei, a hátsó oldal pedig átlátszó műanyag lap volt) került a boltok polcaira. Eredetileg egy fekete-fehér fénykép is tartozott hozzá, amely az első felállású Locomotiv GT-t ábrázolta, ahogyan a kislemezük készületét nézik a Magyar Hanglemezgyártó Vállalat-ban. Még '71 augusztusában a ”limitált” műanyagtokos széria a kiadását követően szinte pillanatok alatt elfogyott a boltokból, éppen ezért még az év őszén jöttek a papír tasakok, melyeken fehér alapon, piros színű betűkkel volt látható az együttes neve. Azonban ez a változat is viszonylag hamar elfogyott, így az utolsó legyártott példányok már MHV-Pepita egységes borítókkal kerültek értékesítésre.
Érdekességképpen még megemlítendő a műanyag tasakkal kapcsolatosan, hogy a megjelenését megelőzően valamint azt követően sem volt arra példa, hogy egy Magyarország-on megjelent 45-ös fordulatszámú, mono kislemez ilyen exkluzív köntösben jelenjen meg. A fekete-fehér fénykép (melléklet) pedig csak tovább tetézi az érdekességét, éppen ezért egy szép állapotban lévő műbőrtok, fényképpel együtt és karcmentes állapotban lévő (első nyomatú) kislemez, komoly ritkaságban számít manapság a lemezgyűjtők körében.

## A kislemez dalai
A: Boldog vagyok (Frenreisz Károly/Adamis Anna) – 4:35
B: Ha volna szíved (Presser Gábor/Adamis Anna) – 5:47

## Kiadások
| Év   | Kiadó                | Formátum | Sorszám                      | Megjegyzések                    |
| ---- | -------------------- | -------- | ---------------------------- | ------------------------------- |
| 1971 | MHV Pepita           | SP       | SP 887                       |                                 |
| 1992 | Hungaroton-Gong Mega | LP       | SLPM 37618-19 (92/M-039-040) | A Locomotiv GT összes kislemeze |
| 1992 | Hungaroton-Gong      | CD       | HCD 37618 (92/M-039)         | A Locomotiv GT összes kislemeze |

## Közreműködők
- Barta Tamás – gitár
- Frenreisz Károly – ének (A), basszusgitár, szoprán- és tenorszaxofon
- Laux József – dob, ütőhangszerek
- Presser Gábor – ének, orgona
- Adamis Anna – versek